# یواس‌اس سایپن (سی‌وی‌ال-۴۸)
یواس‌اس سایپن (سی‌وی‌ال-۴۸) (به انگلیسی: USS Saipan (CVL-48)) یک کشتی بود که طول آن ۶۸۴ فوت (۲۰۸ متر) بود. این کشتی در سال ۱۹۴۵ ساخته شد.